# Haliplus mucronatus
Haliplus mucronatus es una especie de escarabajo acuático del género Haliplus, familia Haliplidae. Fue descrita científicamente por Stephens en 1828.
Esta especie habita en Luxemburgo, Austria, Italia, isla de Man, Suiza, Polonia, Grecia, Bielorrusia, Líbano, Etiopía.